# Gest parasamobójczy
Gest parasamobójczy (także: akt parasamobójczy) – działanie ludzkie przypominające próbę samobójczą, będące jednak w swojej istocie rodzajem apelu skierowanego do otoczenia społecznego lub rodzinnego.
Celem gestu parasamobójczego jest chęć zwrócenia uwagi na swoją osobę, sytuację, czy przeżywane problemy, a zatem jest to odmiana prośby o pomoc. Cechą charakterystyczną takich gestów jest ich miejsce (wielu świadków) oraz okoliczności (przeprowadzenie w sposób umożliwiający szybki ratunek). Intencją podejmującego gest parasamobójczy nie jest chęć pozbawienia się życia.